# Debre Mark'os
Debre Mark'os är en ort i Etiopien.   Den ligger i regionen Amhara, i den centrala delen av landet, 180 km nordväst om huvudstaden Addis Abeba. Debre Mark'os ligger 2 487 meter över havet och antalet invånare är 59 920.
Terrängen runt Debre Mark'os är platt åt nordost, men åt sydväst är den kuperad. Runt Debre Mark'os är det ganska tätbefolkat, med 149 invånare per kvadratkilometer. Det finns inga andra samhällen i närheten. Omgivningarna runt Debre Mark'os är huvudsakligen savann.